# Parianinae
Parianinae, podtribus trava, dio tribusa Olyreae i potporodice bambusovaca. Sastoji se od tri roda iz Južne i Srednje Amerike.

## Rodovi
1. Eremitis Döll
2. Pariana Aubl.
3. Parianella Hollowell, F.M.Ferreira & R.P.Oliveira